# Boll
El boll és la pellofa formada per les dues glumel·les que cobreixen el gra de cereals i que no és gaire digestible per als humans. Tradicionalment se'l treia durant la batuda a l'era. A continuació, amb el ventat se separava el gra del boll o les espiguetes de la palla aprofitant el vent i el diferent pes del gra i del boll. Modernament aquesta operació es fa al camp amb una recol·lectora.
No se l'ha de confondre amb el segó o el bren, la pell del gra, que conté molts nutrients i fibra alimentària.
La dita «[conté] ni gra, ni boll» és sinònim de «no res».